# Historia matematyki

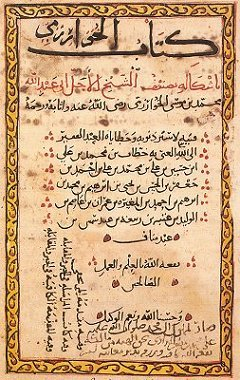
Kompendium o liczeniu przez uzupełnienie i wyrównywanie

Historia matematyki jest prawdopodobnie równie stara jak ludzkość, a w XXI wieku dalej jest żywa, splatając się z dziejami innych nauk, technologii oraz pozostałych obszarów kultury.
W prehistorii uformowano podstawowe pojęcia arytmetyczne i geometryczne. Starożytność i średniowiecze znacznie rozwinęły te obszary, doprowadzając do powstania trzeciej dziedziny: algebry. Sformułowano też wtedy podstawy logiki i filozofii matematyki, które wywarły potem wpływ na ewolucję samej królowej nauk. Jej dzieje starożytne i średniowieczne składają się z okresów gwałtownego postępu oddzielonych całymi stuleciami stagnacji, co skończyło się w renesansie. XVI-wieczne Włochy rozpoczęły nieprzerwany rozwój tej nauki, który trwa po dziś dzień. Czasy nowożytne to rozwój trzech dotychczasowych dziedzin, ich redefinicja i pojawienie się nowych dyscyplin jak kombinatoryka, probabilistyka i analiza, a w XIX wieku także topologia, teoria mnogości i logika matematyczna.
Matematyka od prehistorii stanowiła fundament astronomii, w starożytności zaczęła się łączyć z fizyką, a później znaleziono jej bezpośrednie zastosowania w biologii i naukach społecznych. Od tysiącleci matematyka jest też jednym z trzonów gospodarki przez instytucję bankowości, ubezpieczenia i wpływ na technologie, w szczególności na kryptologię i informatykę. Matematyka wywarła też bezpośredni wpływ na politykę dzięki rozwinięciu metod głosowania i zbadaniu ich właściwości. Najstarsza nauka formalna odegrała też rolę dla różnych obszarów sztuki – nie tylko przez wpływ na technologię, ale i bezpośrednio, jako temat i źródło pewnych reguł jak proporcje i harmonia.
Mimo bycia nauką podstawową matematyka czerpie z dorobku innych dziedzin – rozwój technologii i gospodarki znacznie ułatwił jej uprawianie, np. przez wynalazki pisma, papieru, nowożytnego druku, rozwój transportu i telekomunikacji, a informatyka pozwoliła na dużo szybsze sprawdzanie niektórych hipotez – co czasem kończyło się ich obaleniem – oraz na dowodzenie automatyczne. Postępy matematyki nasilały się przy zawiązywaniu instytucji jak szkoły, naukowe czasopisma i towarzystwa. Inspiracją dla matematyków bywały koncepcje filozoficzne, religijne i zapotrzebowanie na rozwój innych dziedzin, a także perspektywa nagród naukowych, których od XVIII wieku pojawiły się dziesiątki. Liczba matematyków i ich publikacji na przestrzeni dziejów wzrosła o rzędy wielkości.

## Prehistoria
Przetrwały pewne ślady, zarówno w znaleziskach paleontologów, jak i w języku, które wskazują, że proste obliczenia wykorzystywali prehistoryczni myśliwi, kobiety przewidujące datę miesiączki czy wodzowie plemienni szacujący bojową siłę swoich ludzi.
Należy przypuszczać, że proste obliczenia towarzyszyły człowiekowi od zawsze. Wiadomo, że nawet zwierzęta potrafią oceniać liczebność zbiorów zawierających kilka elementów. Najwcześniejsze ślady liczenia znaleźć można w gramatyce. Budowa i zasady użycia liczebników pozwalają ocenić, że na początku umiano określić liczebność małych zbiorów: jeden, dwa, trzy, większe postrzegano zaś po prostu jako więcej, wiele. Dzięki badaniom etologicznym, neurofizjologicznym i socjobiologicznym wiemy, że uwarunkowania gatunku ludzkiego skłaniają go do życia w grupach o liczebności 30–40 osobników, co zapewne sprawia, że w codziennej praktyce nie było potrzeby używania większych liczb. Typowym sposobem obliczania stosowanym przez społeczności pierwotne było liczenie na palcach lub paliczkach.
Na długo przed najwcześniejszymi źródłami pisanymi powstawały rysunki, mogące wskazywać na znajomość podstaw matematyki. Na przykład paleontologowie odkryli ochrowe skały w południowoafrykańskiej jaskini, ozdobione wydrapanymi motywami geometrycznymi sprzed 70 tysięcy lat. Także prehistoryczne wytwory człowieka odkryte w Afryce (sprzed 35 tysięcy lat) i we Francji (sprzed 20 tysięcy lat) wskazują na próby ilościowego określania czasu.
Istnieją przesłanki, że niektóre pierwsze próby liczenia były związane z przewidywaniem kolejnej menstruacji. Znajdowano na przykład rządki 28, 29 lub 30 nacięć, po których następowało nacięcie różniące się od poprzednich. Starożytni łowcy znali też koncepcję liczenia „nic, jeden, dwa, wiele” w odniesieniu do złowionych zwierząt, liczenie było też zapewne istotne przy ocenianiu szans w walkach plemiennych.
Kość z Ishango, znaleziona w źródłach Nilu (północno-wschodnie Kongo) pochodzi sprzed 20 tysięcy lat (górny paleolit). Jedna z typowych interpretacji głosi, że jest to najwcześniejsza znana demonstracja liczb pierwszych. Przeddynastyczni Egipcjanie z 5 tysiąclecia p.n.e. graficznie przedstawiali geometryczne konstrukcje przestrzenne. Geometryczne przedstawienia okręgu, elipsy, trójek pitagorejskich można odnaleźć na monumentach w Anglii i Szkocji z 3 millenium p.n.e.
Najwcześniejsze ślady znajomości matematyki w starożytnych Indiach datują się na ok. 3000–2600 p.n.e. i są pozostałością cywilizacji doliny Indusu z terenu północnych Indii i dzisiejszego Pakistanu. Cywilizacja ta stworzyła dziesiętne jednostki miary, technikę produkcji cegieł o ustalonych proporcjach boków, ulice przecinające się dokładnie pod kątem prostym i sporo geometrycznych przedstawień, w tym prostopadłościany, beczki, stożki, walce oraz rysunki koncentrycznych lub przecinających się okręgów i trójkątów. Pojawiły się również doniesienia, że na terenie Polski, wykorzystywano proporcje geometryczne przy wyznaczaniu miejsca wiercenia otworu w kamiennych toporach – między innymi dla kultur ceramiki wstęgowej i to już około 7000 lat temu.
Odkryto także ciekawe przyrządy, takie jak dokładna linijka z dwupoziomową dziesiętną podziałką, instrument z muszli, działający jako kątomierz w zakresie od 40 do 360 stopni, inną muszlę, która pozwalała podzielić horyzont i niebo na 8-12 równych sekcji i przyrząd nawigacyjny do mierzenia pozycji gwiazd. Pismo induskie nie zostało dotąd odczytane, niewiele wiadomo zatem o pracach matematycznych z tego okresu. Niektórzy historycy interpretują pewne znaleziska archeologiczne jako dowody znajomości ósemkowego systemu liczbowego i liczby π.
Najstarszymi znanymi tekstami matematycznymi są Plimpton 322 (Babilonia ok. 1900 p.n.e.), papirus moskiewski (Egipt ok. 1850 p.n.e.), papirus Rhinda (Egipt, 1650 p.n.e.), Shulba Sutras (Indie ok. 800 p.n.e.). Wszystkie te teksty wspominają twierdzenie Pitagorasa, które wydaje się najbardziej rozpowszechnionym w starożytności wynikiem matematycznym.
Matematyka egipska i sumeryjska była dalej rozwijana przez Greków, którzy ponadto usystematyzowali niezależne dotąd twierdzenia w jeden spójny system. Dalszy rozwój matematyka zawdzięcza Arabom. Wiele greckich i arabskich prac matematycznych następnie przetłumaczono na łacinę, co pozwoliło na dalszy rozwój tych koncepcji w średniowiecznej Europie.

## Starożytny Wschód (1800–500 p.n.e.)

### Chiny
W 213 p.n.e. chiński cesarz Qin Shi Huang rozkazał spalić wszystkie książki niezgodne z oficjalną filozofią legistyczną. Rozkaz ten nie wszędzie został wykonany, jednak w konsekwencji niewiele dziś wiadomo o starożytnej matematyce chińskiej.
Najwcześniejszy istniejący do dziś matematyczny artefakt z Chin to pochodząca z epoki Shang (1600–1046 p.n.e.) skorupa żółwia z zapisaną liczbą 123. Użyty jest system dziesiętny, od góry do dołu wydrapane zostały: cyfra 1, symbol setki, cyfra 2, symbol dziesiątki, cyfra 3. Podówczas był to najbardziej zaawansowany system liczbowy na świecie. Późniejsi Chińczycy liczyli na przyrządach takich jak suanpan i chiński abakus. Nie wiadomo dokładnie, kiedy suan został wynaleziony, najwcześniejsza wzmianka znajduje się w Dodatku do sztuki figur Xu Yue z roku 190 n.e.
Najstarsza chińska praca z odniesieniami do geometrii, która przetrwała palenie ksiąg, Mo Jing, pochodzi z filozoficznego kanonu motizmu i została napisana ok. 330 p.n.e. Opisywała rozmaite aspekty fizyki, przy okazji omawiając też stosowane metody matematyczne.

### Mezopotamia
W Mezopotamii rolę ośrodka naukowego grał Babilon. Po nastaniu panowania Greków utrzymał tę funkcję, a sumeryjska matematyka połączyła się z grecką.
W przeciwieństwie do rzadkości źródeł na temat matematyki Egiptu, w przypadku Mezopotamii od połowy XIX wieku odnaleziono ponad 400 glinianych tabliczek zapisanych pismem klinowym, gdy glina była miękka i następnie utwardzonych w piecu lub na słońcu. Niektóre z nich wyglądają na ocenione prace domowe z matematyki.
Najstarsze pisane źródła matematyczne pochodzą od Sumerów, którzy zbudowali pierwszą cywilizację Mezopotamii. Stworzyli oni 3000 lat przed naszą erą złożony system miar. Około 2500 p.n.e. zapisali pismem klinowym tabliczkę mnożenia, zmagali się z zadaniami geometrycznymi, umieli dzielić, dodawać i odejmować. Na ten okres datują się także najstarsze ślady babilońskiego systemu liczbowego.
Większość znalezionych glinianych tabliczek pochodzi z okresu między 1800 a 1600 p.n.e., i dotyczy tematów takich jak ułamki, algebra, równania liniowe, kwadratowe, sześcienne, oraz trójki pitagorejskie. W glinie wypisano także tablice trygonometryczne. Babilońska tabliczka oznaczona przez archeologów symbolem YBC 7289 podaje oszacowanie wartości {\displaystyle {\sqrt {2}}} z dokładnością do pięciu miejsc dziesiętnych.
Babilońscy matematycy używali systemu sześćdziesiątkowego. Jego ślady pozostały do dziś w podziale godziny na 60 minut, minuty na 60 sekund i kąta pełnego na 360 (60 × 6) stopni, a następnie stopnia na 60 minut i minuty na 60 sekund kątowych.
System sześćdziesiątkowy jest o tyle wygodny, że liczba 60 ma wiele dzielników (1, 2, 3, 4, 5, 6, 10, 12, 15, 20, 30, 60). Ułatwia to dzielenie przez niewielkie liczby. Ponadto postępom matematyki sprzyjał fakt, że w odróżnieniu od zapisów Egipcjan, Greków i Rzymian, system Babilończyków był prawdziwym systemem pozycyjnym, w którym te same znaki (cyfry) z lewej strony reprezentowały większe wartości, niż z prawej. Nie miał on zatem ograniczeń, jeśli chodzi o maksymalną możliwą do zapisania liczbę. Nie posiadał jednak separatora dziesiętnego, którego trzeba było domyślać się z kontekstu.

### Egipt
O odrębnej matematyce egipskiej można mówić do nastania panowania Greków, kiedy język egipski został zastąpiony greckim i wraz z matematyką babilońską została ona wchłonięta przez myśl grecką. Niektóre egipskie koncepcje były później rozwijane przez matematyków arabskich, kiedy Egipcjanie zaczęli pisać ich alfabetem.
Najstarszym odkrytym egipskim tekstem matematycznym jest papirus moskiewski, pochodzący ze starożytnego Egiptu z okresu Średniego Państwa, datowany 2000–1800 p.n.e. Jak wiele starożytnych tekstów matematycznych skupia się na czymś, co dziś nazwalibyśmy „zadaniami z treścią” i miał zapewne służyć rozrywce. Jedno z zadań ukazuje metodę obliczania objętości ściętego ostrosłupa o kwadratowej podstawie:
{\displaystyle V=(a^{2}+ab+b^{2}){\frac {h}{3}}.}

Jeśli ci powiedzą: ścięta piramida o wysokości 6, z 4 w podstawie i 2 na szczycie. Powinieneś podnieść to 4 do kwadratu, uzyskując 16. Masz podwoić 4, uzyskując 8. Podnieś 2 do kwadratu, uzyskując 4. Dodaj 16, 8 i 4, uzyskując 28. Weź trzecią część 6, czyli 2. Weź dwukrotnie 28, dostaniesz 56. Zobacz, ma być 56. Prawidłowo.

Papirus Matematyczny Rhinda (ok. 1650 p.n.e.) to kolejny ważny egipski tekst matematyczny, podręcznik arytmetyki i geometrii. Oprócz metod przeprowadzania mnożenia, dzielenia i działań na ułamkach, zawiera również dowody posiadania przez Egipcjan szerszej wiedzy matematycznej, w szczególności znajomość liczb pierwszych, złożonych, średnich arytmetycznej, geometrycznej i harmonicznej, uproszczonej wersji sita Eratostenesa i liczb doskonałych (w szczególności dla liczby 6). Pokazuje również metodę rozwiązywania równań liniowych oraz szeregów arytmetycznych i geometrycznych.
Papirus Rhinda sugeruje również znajomość pierwocin geometrii analitycznej. Znajdują się w nim bowiem:
- metoda obliczenia liczby π z dokładnością lepszą niż 1%,
- próba kwadratury koła,
- najstarsze znane użycie kotangensa.

Z papirusu berlińskiego (ok. 1300 p.n.e.) wynika, że starożytni Egipcjanie potrafili rozwiązywać równania kwadratowe.

## Starożytne Indie (ok. 900 p.n.e. – 200 n.e.)
Najstarsze ślady matematyki w Indiach to Shatapatha Brahmana (IX wiek p.n.e.), gdzie obliczono wartość liczby π z dokładnością do dwóch miejsc dziesiętnych, oraz Sulba Sutras (ok. 800–500 p.n.e.) gdzie użyto liczb niewymiernych, pierwszych, reguły trzech (rozwiązywanie proporcji), pierwiastka sześciennego, pierwiastków kwadratowych obliczonych z dokładnością do 5 miejsc po przecinku, przybliżonej kwadratury koła, trójek pitagorejskich, rozwiązywano równania liniowe i kwadratowe, oraz udowodniono twierdzenie Pitagorasa.
Panini (ok. V wieku p.n.e.) skodyfikował reguły gramatyczne sanskrytu. Jego notacja była zbliżona do współczesnego zapisu matematycznego, z metaregułami, przekształceniami i rekursją. Rozwinął swój formalizm do tego stopnia, że jego gramatyka może być dziś przetwarzana metodami komputerowymi. Pingala (żył gdzieś w przedziale III–I wiek p.n.e.) w swoim traktacie o prozodii używał konstrukcji zbliżonej do dwójkowego systemu liczbowego. Jego kombinatoryczna dyskusja metrum muzycznego, przypomina dwumian Newtona. Praca Pingali zawiera też ideę liczb Fibonacciego (zwanych mātrāmeru).

Pomiędzy 400 p.n.e. a 200 n.e., matematycy dźinijscy zaczęli studiować matematykę dla samej przyjemności badań. Odkryli nieskończone liczby kardynalne, teorię mnogości, logarytmy, prawa potęgowania, równania sześcienne, czwartego stopnia, ciągi, szeregi, permutacje, kombinacje (z powtórzeniami i bez powtórzeń), oraz pierwiastek kwadratowy. Manuskrypt z Bakhshali, napisany między 200 p.n.e. a 200 n.e. zawierał rozwiązania układów równań liniowych z pięcioma niewiadomymi, rozwiązania równania kwadratowego, szeregi arytmetyczny i geometryczny,  kwadratowe równania nieoznaczone, układy równań, zastosowanie zera oraz liczb ujemnych. Rozwinięcia liczb niewymiernych, w szczególności pierwiastków kwadratowych liczb rzędu miliona, sięgały 11 miejsc dziesiętnych.

## Grecja (ok. 600 p.n.e. – 450 n.e.)

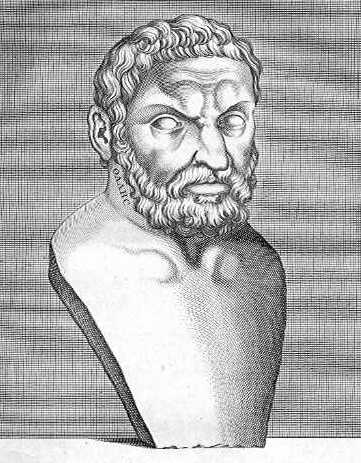
Tales z Miletu

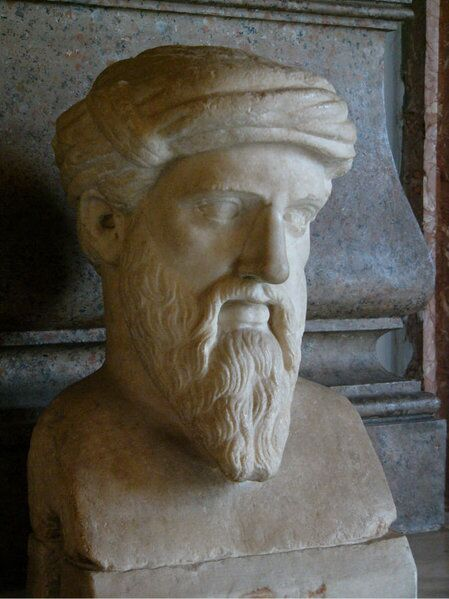
Pitagoras z Samos

Termin „matematyka grecka” odnosi się do tekstów napisanych po grecku w okresie od ok. 600 p.n.e. do 450 n.e. Matematycy greccy żyli w miastach rozsianych od Półwyspu Apenińskiego po północną Afrykę, lecz jednoczyła ich kultura i język.
Matematyka grecka była bardziej wyrafinowana od osiągnięć wcześniejszych kultur. Świadectwa, które przetrwały do naszych czasów, wskazują na umiejętność rozumowania indukcyjnego, to znaczy konstruowania reguł na podstawie obserwacji. Grecy używali logiki do wyprowadzania wniosków z definicji i aksjomatów.
Uważa się, że podwaliny matematyki greckiej położyli Tales z Miletu (ok. 624 p.n.e. – ok. 546 p.n.e.) i Pitagoras (ok. 582 p.n.e. – ok. 507 p.n.e.). Jakkolwiek rozmiar wpływu jest dyskusyjny, byli oni zapewne zainspirowani ideami egipskimi, babilońskimi i prawdopodobnie indyjskimi. Zgodnie z legendą Pitagoras podróżował do Egiptu, aby uczyć się matematyki, geometrii i astronomii od kapłanów egipskich.
Tales używał geometrii, aby rozwiązywać problemy takie jak obliczanie wysokości piramid lub odległości statków od brzegu. Pitagorasowi przypisywany jest pierwszy dowód twierdzenia nazwanego jego imieniem, choć sformułowanie tego twierdzenia jest dużo starsze. W swoich komentarzach do Euklidesa Prokul twierdził jednak, że Pitagoras sformułował swoje twierdzenie i skonstruował trójki pitagorejskie. Akademia Platońska miała motto: Niech nie wchodzi tu nikt, kto nie zna geometrii.
Pitagorejczycy odkryli istnienie liczb niewymiernych. Eudoksos z Knidos (408 p.n.e. – ok. 355 p.n.e.) wymyślił metodę wyczerpywania, pierwowzór całkowania numerycznego. Arystoteles (384 p.n.e. – ok. 322 p.n.e.) jako pierwszy opisał prawa logiki. Euklides (ok. 300 p.n.e.) jako pierwszy użył schematu, do dziś popularnego w pracach matematycznych: definicja, aksjomat, twierdzenie, dowód. Badał także krzywe stożkowe. Jego dzieło, Elementy, jest jednym z najważniejszych tekstów naukowych w historii. Oprócz podsumowania ówczesnej wiedzy geometrycznej Elementy zawierają także dowód niewymierności pierwiastka z dwóch i dowód, że liczb pierwszych jest nieskończenie wiele. Do znajdowania liczb pierwszych używane było sito Eratostenesa (ok. 230 p.n.e.).
Jednym z największych greckich matematyków był Archimedes (287–212 p.n.e.) z Syrakuz. Według Plutarcha zginął, gdy rozważając pewien problem geometryczny, ośmielił się zwrócić uwagę rzymskiemu żołnierzowi, który przeszedł po wykreślonych na piasku figurach.

## Chiny (ok. 500 p.n.e. – 1300 n.e.)

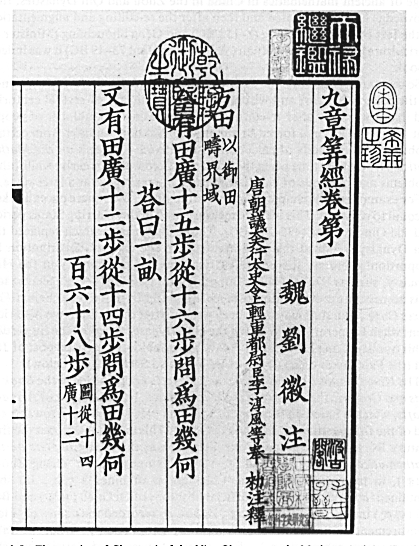
Dziewięć rozdziałów o sztuce matematyki

Zhang Heng (78–139)

Pomimo incydentu palenia ksiąg, dynastia Han (202 p.n.e. – 220 n.e.) tworzyła później dzieła matematyczne, opierające się na zaginionych pracach. Najważniejszym z nich było Dziewięć rozdziałów o sztuce matematyki, dokonana ok. 179 kompilacja prac, z których część istniała wcześniej pod innymi tytułami. Dzieło składało się z 246 opisanych słownie problemów, dotyczących rolnictwa, handlu, zastosowania geometrii do obliczania proporcji chińskich pagod, budowy wież, inżynierii, pomiarów geodezyjnych, i opisywało m.in. rozwiązywanie trójkątów prostokątnych i obliczanie liczby π. Wykorzystywało także zasadę Cavalieriego ponad tysiąc lat przed odkryciem jej przez Cavalierego na Zachodzie. Dzieło zawiera również dowód twierdzenia Pitagorasa i wzór na eliminację Gaussa. Praca była komentowana przez Liu Hui w III wieku n.e.
Dodatkowo matematyczne prace Zhang Heng (78–139), astronoma i wynalazcy z epoki Han, także zawierały obliczenie liczby π, różniące się jednak metodą od wyniku Liu Hui. Zhang Heng używał wzoru na π do obliczania objętości kuli.
Powstała także praca matematyka i teoretyka muzyki Jing Fang (78–37 p.n.e.). Używając komatu pitagorejskiego, Jing zauważył, że 53 kwinty odpowiadają w przybliżeniu 31 oktawom. Doprowadziło to później do odkrycia skali temperowanej, i zostało precyzyjnie wyprowadzone dopiero w XVII wieku przez Nicholasa Mercatora.
Chińczycy stworzyli złożone kombinatoryczne diagramy zwane kwadratami magicznymi i kołami magicznymi, opisane w czasach starożytnych, a następnie dopracowane przez Yang Hui (1238–1398).
Zu Chongzhi (V wiek, okres Dynastii Południowych i Północnych) obliczył wartość π z dokładnością do siedmiu miejsc dziesiętnych, co pozostało przez prawie tysiąc lat najlepszym oszacowaniem tej liczby.
W tysiąc lat po upadku dynastii Han, w okresie dynastii Tang i Song, chińska matematyka świetnie prosperowała, podczas gdy europejska nie istniała. Dokonania Chińczyków, dużo później ponownie odkryte na Zachodzie, obejmowały liczby ujemne, dwumian Newtona, macierze, metody rozwiązywania układów równań liniowych, chińskie twierdzenie o resztach, trójkąt Pascala, i regułę trzech. Oprócz Zu Chongzhi istotny wkład do chińskiej matematyki tego okresu wnieśli m.in. Yi Xing, Shen Kuo, Qin Jiushao, i Zhu Shijie. Uczony Shen Kuo stosował m.in. rachunek różniczkowy, trygonometrię, metrologię, permutacje, obliczył także konieczny rozmiar wolnej przestrzeni niezbędny do rozwinięcia określonych formacji bitewnych, oraz najdłuższą możliwą kampanię militarną przy określonych zasobach żywności.
Nawet gdy europejska nauka rozkwitła w dobie renesansu, chińska i europejska matematyka pozostawały odrębnymi tradycjami, przy czym postępy Chińczyków były coraz wolniejsze. Wzajemne odkrycie tych dwóch kultur naukowych nastąpiło za sprawą jezuickich misjonarzy, takich jak Matteo Ricci, którzy przenosili idee matematyczne w obydwie strony w okresie od XVI do XVIII wieku.

## Klasyczna matematyka indyjska (ok. 400–1600)

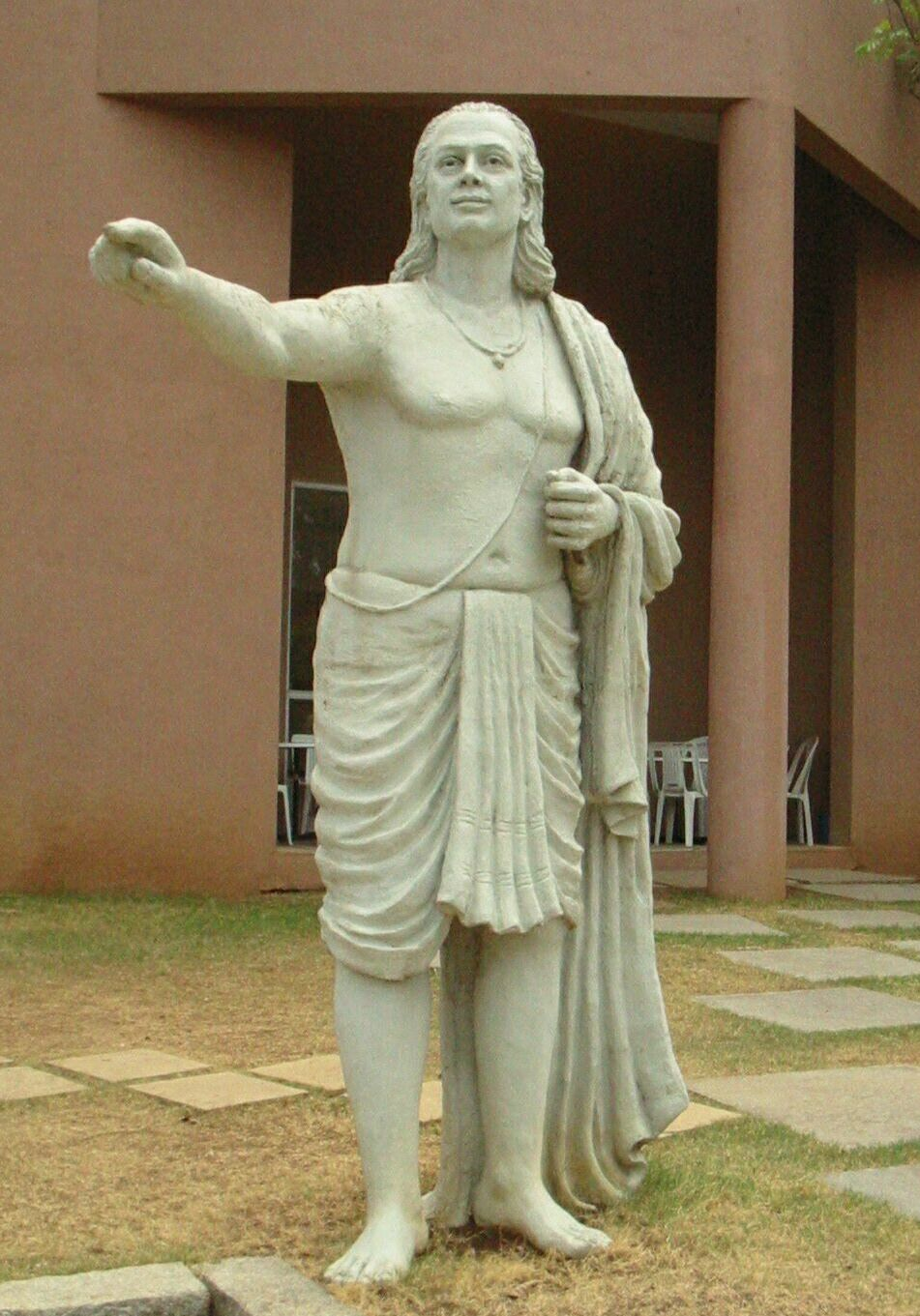
Aryabhata

W tekście Surja Siddhanta (ok. 400) podano funkcje trygonometryczne: sinus, cosinus i cosecans, wyprowadzono też wzory na pozycję ciał niebieskich. Kosmiczne cykle opisane w tekście, skopiowane z wcześniejszych prac, odpowiadają średniemu roku gwiazdowemu równemu 365,2563627 dni, co stanowi oszacowanie tylko o 1,4 sekundy większe od przyjmowanej dziś wartości 365,25636305 dni. Ta praca została przetłumaczona w średniowieczu na arabski i łacinę.
Aryabhata w 499 wprowadził funkcję trygonometryczną sinus versus {\displaystyle (1-\cos x),} stworzył pierwsze tablice trygonometryczne sinusów, rozwinął algebrę, wielkości nieskończenie małe, równania różnicowe i uzyskiwał rozwiązania równań liniowych w liczbach całkowitych, używając metody zbliżonej do dzisiejszej, dokonywał także obliczeń astronomicznych opartych na systemie heliocentrycznym. Arabskie tłumaczenie jego Aryabhatiya było dostępne od VIII wieku, a tłumaczenie łacińskie od XIII wieku. Oszacował on także wartość liczby π jako 3,1416. Madhawa z Sangamagramy później w XIV wieku obliczył π z dokładnością do 11 miejsc po przecinku: 3,14159265359.
W VII wieku Brahmagupta sformułował twierdzenie Brahmagupty, tożsamość Brahmagupty oraz wzór Brahmagupty, i po raz pierwszy w historii w Brahma-sphuta-siddhanta, jasno wytłumaczył użycie zera, jako cyfry dziesiętnej, objaśnił też cyfry arabskie. To z tłumaczenia tego tekstu (około 770 roku) arabscy matematycy przyjęli ideę systemu liczbowego, który później został zaadaptowany jako cyfry arabskie. Arabowie zanieśli ten system do Europy w XII wieku, a obecnie jest powszechnie używany na całym świecie. W X wieku komentarze Halayudhy do pracy Pingali zawierały studium ciągu Fibonacciego i trójkąta Pascala, opisywały też podstawy rachunku macierzy.
W XII wieku Bhaskara pierwszy rozważał rachunek różnicowy, a także ideę pochodnej funkcji. Sformułował też twierdzenie Rolle’a (szczególny przypadek twierdzenia Lagrange’a), badał równanie Pella, i pochodną funkcji sinus. W XIV wieku oraz później Madhawa z Sangamagramy i inni matematycy ze szkoły Kerala rozwinęli jego idee. Stworzyli koncepcje analizy matematycznej, liczby zmiennoprzecinkowej, a także fundamentalne idee rachunku różniczkowego, włącznie z twierdzeniem Lagrange’a, całkowaniem wyraz po wyrazie, związkiem pomiędzy polem powierzchni pod wykresem funkcji a funkcją pierwotną (podstawowe twierdzenie rachunku całkowego), kryterium całkowym, oraz iteracyjne metody rozwiązywania równań nieliniowych, szeregi nieskończone, szeregi potęgowe, szereg Taylora i szeregi trygonometryczne. W XVI wieku Jyeshtadeva zebrał wiele osiągnięć i twierdzeń Szkoły Kerala w Yuktibhasa, pierwszym w historii opracowaniu rachunku różnicowego, w którym wprowadził także idee rachunku całkowego. Postęp matematyczny w Indiach został skutecznie zahamowany w końcu XVI wieku w związku z zawieruchami politycznymi.

## Matematyka arabska i islamska (ok. 800–1500)

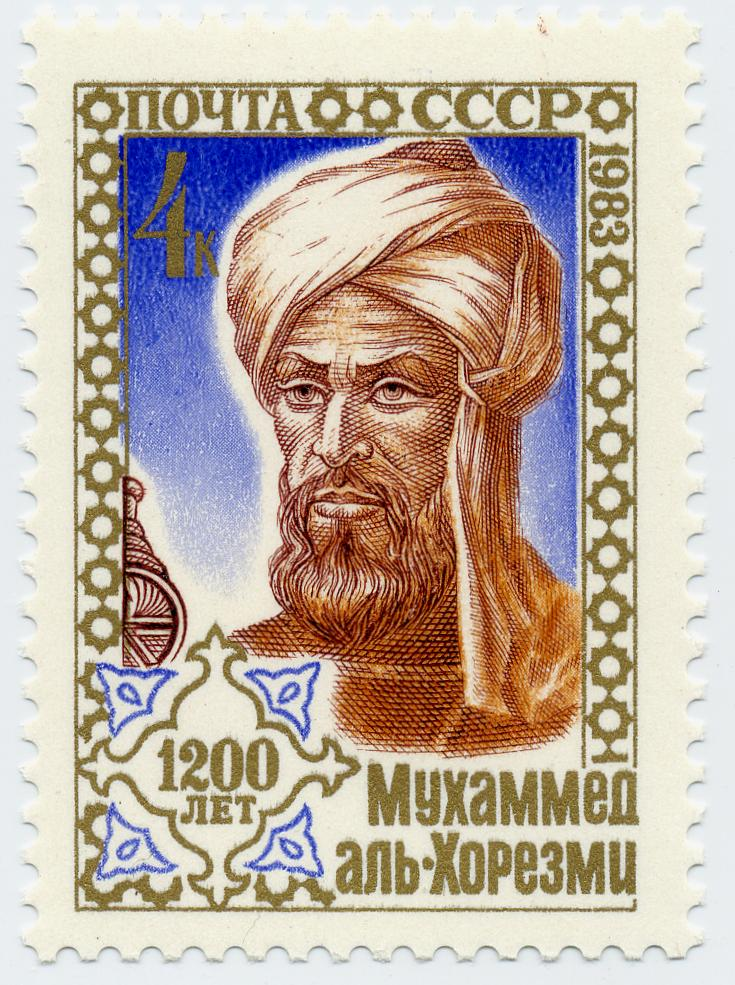
Muhammad ibn Musa al-Chuwarizmi

W Kalifacie, utworzonym na terenach Bliskiego Wschodu, Azji Środkowej, Północnej Afryki, Półwyspu Iberyjskiego i części Półwyspu Indyjskiego w VIII wieku, dokonano znaczących postępów w dziedzinie matematyki.
Chociaż większość matematycznych tekstów świata islamskiego było napisanych po arabsku, jednak nie wszystkie były pisane przez Arabów, wielu ważnych islamskich matematyków było Persami. Arabski wówczas służył jako wspólny język pisany uczonych islamskich, tak jak w świecie hellenistycznym grecki, w średniowieczu łacina a obecnie język angielski.
Muhammad ibn Musa al-Chuwarizmi, perski nadworny matematyk i astronom kalifa z Bagdadu napisał w IX wieku kilka ważnych dzieł o indyjskim systemie liczbowym (zwanym potem cyframi arabskimi) i metodach rozwiązywania równań. Jego dzieło O rachowaniu cyframi indyjskimi, napisane około 825, wraz z pracą arabskiego matematyka Al-Kindi, pozwoliło rozprzestrzenić się matematyce indyjskiej oraz cyfrom arabskim w Europie. Słowo algorytm pochodzi od łacińskiej formy jego imienia, Algoritmi, a słowo algebra od tytułu jednej z jego prac, Al-Kitāb al-mukhtaṣar fī hīsāb al-ğabr wa’l-muqābala (Kompendium o liczeniu przez uzupełnienie i wyrównywanie). Al-Chuwarizmi jest nazywany „ojcem algebry”, ze względu na spisanie starożytnych metod algebraicznych, jak i jego własny wkład w tę dziedzinę. Kolejne postępy w algebrze uczynił Abu Bakr al-Karaji (953–1029) w swoim traktacie al-Fakhri, gdzie rozszerzył metodologię, włączając do niej całkowite potęgi i całkowite pierwiastki niewiadomych. W X wieku Abu al-Wafa przetłumaczył prace Diofantosa na arabski i wprowadził funkcję tangens.
Pierwszy znany dowód z użyciem indukcji matematycznej pojawił się w dziele autorstwa Al-Karaji ok. roku 1000 n.e., gdzie została ona zastosowana do dwumianu Newtona, trójkąta Pascala, i sumy sześcianów początkowych liczb naturalnych. Ibn al-Hajsam był pierwszym matematykiem, który wyprowadził wzór na sumę czwartych potęg, a następnie używając indukcji, podał metodę uogólnienia tego wzoru na sumę dowolnych potęg naturalnych, co miało fundamentalne znaczenie dla rozwoju rachunku całkowego.
Omar Chajjam, dwunastowieczny poeta, ale także matematyk, napisał Dyskusje trudności u Euklidesa, krytyczną rozprawę na temat Elementów Euklidesa ze szczególnym uwzględnieniem postulatu równoległości, kładąc w ten sposób podwaliny geometrii analitycznej i nieeuklidesowej. Jako pierwszy znalazł też ogólne geometryczne rozwiązanie równań trzeciego stopnia. Miał również wpływ na reformę kalendarza. Perski matematyk Nasir al-Din Tusi (Nasireddin) w XIII wieku rozwijał geometrię sferyczną. On również napisał wpływową pracę na temat postulatu równoległości Euklidesa. W XV wieku Ghijas ad-Din Kaszi obliczył wartość liczby π z dokładnością do 16 miejsc dziesiętnych. Kaszi znał też algorytm obliczania pierwiastków dowolnego stopnia, będący szczególnym przypadkiem metod podanych wiele stuleci później przez Ruffiniego i Hornera. Innymi ważnymi islamskimi matematykami byli As-Samaual, Abu'l-Hasan al-Uqlidisi, Sabit ibn Kurra, Abu Kamil i Abu Sahl al-Kuhi.
Kolejnymi osiągnięciami islamskiej matematyki tego okresu było dodanie separatora dziesiętnego do cyfr arabskich, wprowadzenie wszystkich używanych dzisiaj funkcji trygonometrycznych, wprowadzenie przez al-Kindi elementów kryptoanalizy (w tym ataku statystycznego), rozwój geometrii analitycznej, pierwszy ogólny wzór rachunku całkowego autorstwa Ibn al-Hajsam, zapoczątkowanie geometrii algebraicznej przez Omara Chajjam, pierwsze próby odrzucenia geometrii euklidesowej i postulatu równoległości przez Nasir ad-Din Tusi, rozwój geometrii nieeuklidesowej przez Sadr al-Din, i wiele innych osiągnięć w algebrze, arytmetyce, kryptografii, geometrii, teorii liczb i trygonometrii.
W czasach Imperium Osmańskiego (od XV wieku) rozwój islamskiej matematyki uległ stagnacji, podobnie jak wcześniej rozwój matematyki greckiej po podbiciu Greków przez Rzymian.
John J. O’Connor i Edmund F. Robertson napisali w MacTutor History of Mathematics archive:

Najnowsze badania rzuciły nowe światło na dług, jaki mamy wobec islamskich matematyków. Z pewnością wiele idei, które uważano za błyskotliwe koncepcje Europejczyków XVI, XVII i XVIII stulecia, obecnie okazuje się ponownym odkryciem koncepcji znanych arabskim/islamskim matematykom cztery stulecia wcześniej. Pod wieloma względami dzisiejsza matematyka jest bliższa stylem matematyce islamskiej niż osiągnięciom starożytnej Grecji.

## Średniowieczna matematyka europejska (ok. 500–1400)
Zainteresowanie matematyką w średniowiecznej Europie miało inne przyczyny niż dziś. Wierzono, że matematyka dostarcza klucza do zrozumienia porządku Stworzenia, zgodnie z platońskim dialogiem Timajos i biblijnym wersetem głoszącym, iż Bóg „wszystko urządził według miary i liczby, i wagi” (Mdr 11:20).

### Wczesne średniowiecze (ok. 500–1100)
Boethius znalazł miejsce dla matematyki wśród siedmiu sztuk wyzwolonych, gdzie tzw. quadrivium obejmowało arytmetykę, geometrię, astronomię i muzykę. Napisał też De institutione arithmetica, wolne tłumaczenie Wprowadzenia do arytmetyki Greka Nikomachosa, De institutione musica, także wyprowadzone z dzieł greckich, oraz serię fragmentów Elementów Euklidesa. Jego prace były raczej teoretyczne niż praktyczne i stanowiły bazę dla badań matematycznych aż do odkrycia oryginalnych dzieł Greków i Arabów.

### Odnowienie matematyki europejskiej (1100–1400)
W XII wieku europejscy szkolarze podróżowali do Hiszpanii i na Sycylię poszukując naukowych tekstów arabskich. Wśród nich były:
- dzieło al-Chuwarizmiego al-Jabr wa-al-Muqabilah przetłumaczone na łacinę przez Roberta z Chester;
- kompletny tekst Elementów Euklidesa, przetłumaczony w wielu wersjach przez Adelarda z Bath, Herman z Karyntii, i Gerard z Cremony[34][35].

Nowe źródła zapoczątkowały odnowę w matematyce. Fibonacci, pisząc Liber Abaci (1202, rozszerzona w 1254), dokonał pierwszych znaczących postępów matematyki europejskiej od wcześniejszych o ponad tysiąc lat czasów Eratostenesa. Praca wprowadziła do Europy cyfry arabskie i omawiała wiele innych problemów matematycznych. Czternaste stulecie przyniosło rozwój nowych idei w wielu dziedzinach matematyki.
Fibonacci używał do oznaczania pierwiastka symbolu przypominającego literę R. Znak pierwiastka, którego dziś używamy, pochodzi dopiero z XVI wieku. Po raz pierwszy zaczął go używać niemiecki matematyk Christoff Rudolff.
Jednym z istotnych problemów, które stymulowały rozwój matematyki w średniowieczu, była analiza ruchu ciała pod wpływem siły.
Thomas Bradwardine twierdził, że prędkość (v) rośnie liniowo, gdy stosunek siły do oporu rośnie wykładniczo. Bradwardine wyraził to w formie serii przykładów, a logarytm nie był jeszcze wymyślony. Dzisiaj jego (błędny) wniosek zapisalibyśmy:
{\displaystyle v=\log {\frac {F}{R}}.}
Analiza Bradwardine’a, choć doprowadziła (jak wiemy dzisiaj) do błędnej konkluzji, jest przykładem użycia techniki, którą al-Kindi i Arnold de Villanova stosowali do zupełnie innego problemu fizycznego.
Jeden z czternastowiecznych tzw. Rachmistrzów Oksfordzkich, William Heytesbury, z braku rachunku różniczkowego i koncepcji granicy, zaproponował określenie prędkości chwilowej jako drogi, którą przebyłoby ciało, gdyby dalej poruszało się ruchem jednostajnym.
Heytesbury i inni obliczyli odległość pokonaną przez ciało poruszające się ruchem jednostajnie przyspieszonym (co dziś rozwiązuje się przez całkowanie), zauważając, że „ciało poruszające się, jednostajnie zwiększając lub zmniejszając swą prędkość, pokona w ciągu określonego czasu odległość dokładnie równą tej, którą pokonałoby, poruszając się w tym samym czasie ze stałą średnią prędkością”.
Nicole Oresme z Uniwersytetu Paryskiego i Włoch Giovanni di Casali niezależnie przedstawili graficzną demonstrację tej zależności, prawidłowo zakładając, że powierzchnia pod wykresem prędkości reprezentuje całkowitą drogę. W późniejszym matematycznym komentarzu do Euklidesa Oresme zauważył, że w ruchu jednostajnie przyspieszonym prędkość ciała w kolejnych chwilach czasowych można opisać kolejnymi liczbami nieparzystymi, a ponieważ już Euklides udowodnił, że suma {\displaystyle n} początkowych liczb nieparzystych wynosi {\displaystyle n^{2},} więc całkowita droga pokonana przez ciało rośnie z kwadratem czasu.

## XV i XVI wiek
W Europie w początkach renesansu matematyka ciągle ograniczona była przez rzymski system liczbowy i użycie nieścisłego i przydługiego języka zamiast krótkich i ścisłych wzorów. Nie było znaku plus, minus czy {\displaystyle x} na oznaczenie niewiadomej.
Powszechne używane symbole działań matematycznych, takie jak „+” i „−” pojawiły się w matematyce w XV wieku. Po raz pierwszy zaczęto używać ich w handlu. Matematycy przyjęli je od handlarzy, aby tymi znakami zastąpić używane wcześniej litery „p” i „m” dla oznaczenia dodawania i odejmowania.
W opublikowanej w 1489 roku książce Johannes Widman po raz pierwszy używał znaków „+” i „−” do oznaczania działań matematycznych. Widman nie używał jednak tych symboli systematycznie, znaku „+” używał czasem jako symbolu dodawania, a czasem ogólnie w zdaniu zamiast litery „i”. Systematycznie znaków „+” i „−” do oznaczania dodawania i odejmowania zaczęto używać w XVI wieku.
Symbol mnożenia „×” wymyślił angielski matematyk William Oughtred na przełomie XVI i XVII wieku.
W 1557 roku Robert Recorde wprowadził symbol „=” jako znak równości.
W XVI wieku europejska matematyka poczyniła postępy bez precedensu w historii świata. Scipione del Ferro znalazł ok. 1510 ogólne rozwiązanie równania sześciennego. Po raz pierwszy jego wynik opublikował jednak Johannes Petreius w Norymberdze w Ars magna Gerolama Cardana, wraz z rozwiązaniem równania czwartego stopnia ucznia Cardana, Lodovica Ferrariego.
Od tej chwili badania matematyczne nabrały rozpędu, stymulując i będąc stymulowane przez potrzeby nauk przyrodniczych. Dodatkowo rozwój był wspomagany przez wynalazek druku. Pierwszą wydrukowaną książką matematyczną była Theoricae nova planetarum Austriaka Georga von Peurbacha (1472), a drugą wydana w 1478 książka o arytmetyce w handlu Larte de labbacho. W 1482 Erhard Ratdolt wydrukował Elementy Euklidesa.
Napędzana potrzebami nawigacji i kartografii, trygonometria stała się prężną gałęzią matematyki. Bartholomaeus Pitiscus w 1595 użył tego słowa jako pierwszy, w tytule swego dzieła Trygonometrii. Tablice sinusów i cosinusów Regiomontanusa zostały opublikowane w 1533.
Pod koniec wieku, dzięki m.in. Regiomontanusowi (1436–1476) i François Viète (1540–1603), matematyka używała cyfr arabskich i zapisu w formie bliskiej dzisiejszej notacji.

## XVII wiek
XVII wiek przyniósł niespotykaną eksplozję myśli naukowej w całej Europie. Włoch Galileusz zaobserwował satelity Jowisza, używając teleskopu bazującego na zabawce importowanej z Holandii. Duńczyk Tycho Brahe zebrał imponujący materiał obserwacji pozycji planet na niebie. Jego uczeń, Niemiec Jan Kepler, na ich podstawie stworzył matematyczną teorię ruchu planet (prawa Keplera).
Szkot John Napier (1550–1617) wprowadził do matematyki ułamki dziesiętne, dopracowane później przez Simona Stevina. Za pomocą tych ułamków i koncepcji antycypujących granicę ciągu, Napier badał także stałą, którą później Euler nazwał liczbą e. Napier odkrył logarytm naturalny.
Geometria analityczna, zapoczątkowana przez Kartezjusza (1596–1650), francuskiego matematyka i filozofa, wprowadziła rewolucyjne pojęcie kartezjańskiego układu współrzędnych.
Dzięki pracom wcześniejszych badaczy Anglik Isaac Newton odkrył podstawowe zasady dynamiki, wyprowadził z nich prawa Keplera i stworzył przy tej okazji podstawy teorii, którą dziś znamy jako rachunek różniczkowy. Niezależnie od niego, Niemiec Gottfried Wilhelm Leibniz, stworzył rachunek różniczkowy wraz z zapisem stosowanym do dziś.
Nauka (w tym matematyka) stała się przedsięwzięciem międzynarodowym, które ostatecznie ogarnęło cały cywilizowany świat.
Zaczęły też powstawać nowe dziedziny matematyki. Pierre de Fermat i Blaise Pascal stworzyli podstawy rachunku prawdopodobieństwa i kombinatoryki, początkowo stosując je do gier hazardowych.
Szwajcarski matematyk Johann Rahn w roku 1659 jako pierwszy zaczął używać znaku „÷” do oznaczania dzielenia. Uproszczona forma tego znaku to po prostu „:”.

## XVIII wiek

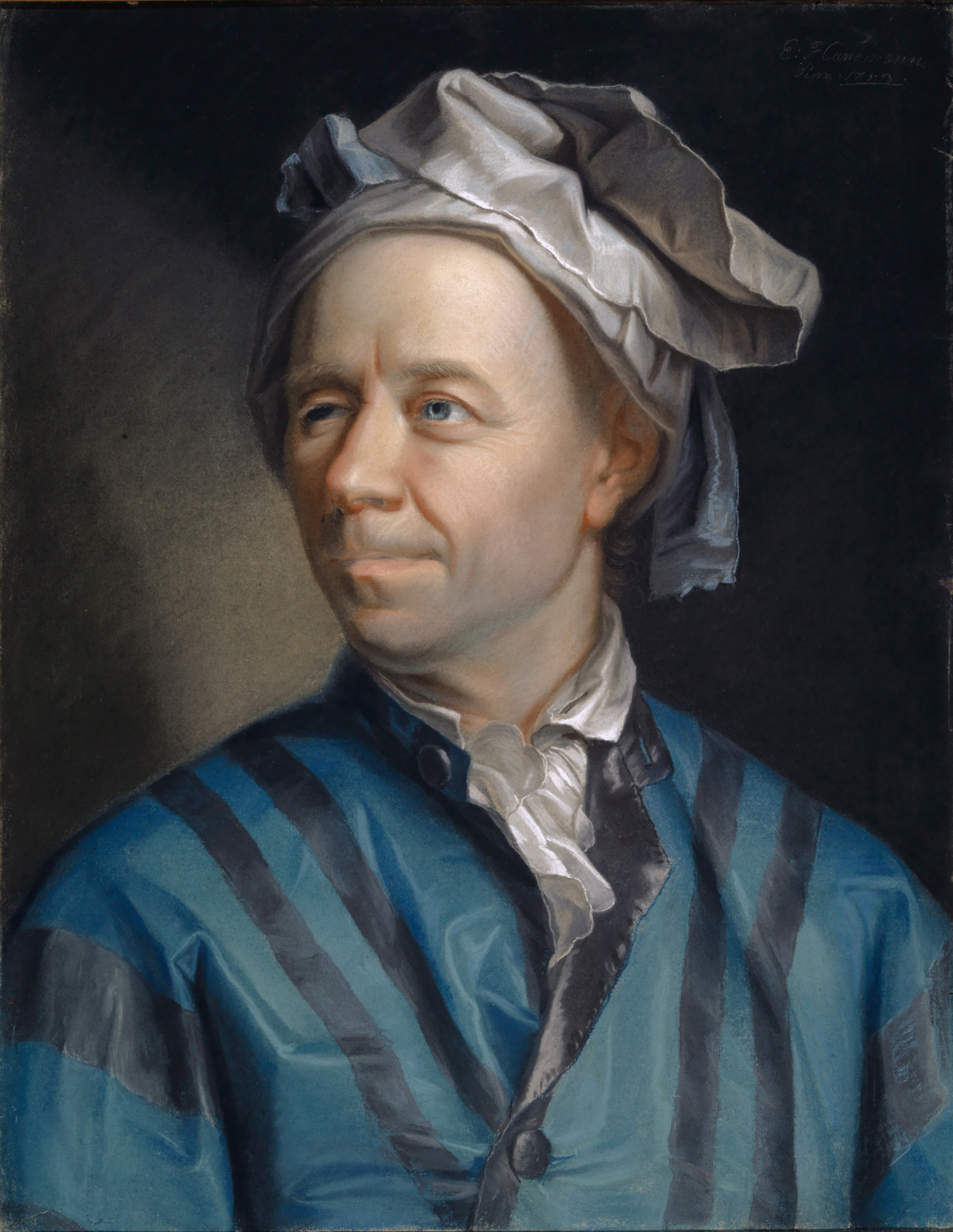
Leonhard Euler pędzla Emanuela Handmanna

Leonhard Euler (1707–1783) dokonał licznych odkryć w tak różnych gałęziach matematyki jak rachunek różniczkowy i całkowy i teoria grafów. Wniósł duży wkład do terminologii i notacji matematycznej obowiązujących do dzisiaj, szczególnie w dziedzinie analizy matematycznej. Na przykład jako pierwszy w historii użył pojęcia i oznaczenia funkcji. Znany jest z prac w dziedzinach mechaniki, optyki i astronomii.
Euler jest uważany za czołowego matematyka XVIII wieku i co więcej – jednego z najwybitniejszych w całej historii. Oto przypisywane Laplace’owi zdanie wyrażające wpływ Eulera na matematykę:

Czytajcie Eulera, czytajcie go – jest mistrzem nas wszystkich.

Uczony ten należy do grona najbardziej twórczych – jego dzieła zapełniłyby 60–80 tomów kwarto.
Euler stworzył też tzw. wzór Eulera uważany niekiedy za najpiękniejszą formułę matematyczną, łączącą pięć najważniejszych matematycznych stałych:
{\displaystyle e^{i\pi }+1=0}
W czasach oświecenia utworzono też pierwszą nagrodę naukową: Medal Copleya, przyznawany między innymi matematykom.

## XIX wiek

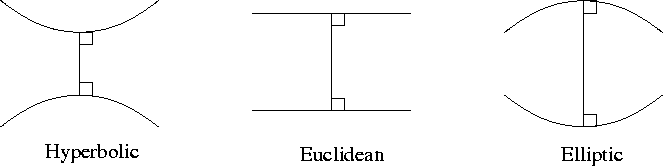
Zachowanie prostych równoległych w każdym z trzech typów geometrii absolutnej

W XIX stuleciu matematyka stawała się coraz bardziej abstrakcyjna. Jednym z najważniejszych przedstawicieli tego okresu był Carl Friedrich Gauss (1777–1855). Pomijając jego wkład w inne dziedziny nauki, jego prace wniosły rewolucyjne idee do teorii funkcji zmiennych zespolonych, geometrii, zbieżności szeregów. Dał pierwsze poprawne dowody podstawowego twierdzenia algebry i prawa wzajemności reszt kwadratowych. Położył podwaliny pod późniejszy rozwój statystyki.
W XIX wieku rozwijano dwie formy geometrii nieeuklidesowej, w których postulat równoległości nie zachodzi.
Rosyjski matematyk Nikołaj Łobaczewski i jego rywal, węgierski matematyk Janos Bolyai, niezależnie odkryli geometrię hiperboliczną. W tej geometrii do każdej prostej istnieje nieskończona liczba równoległych przechodzących przez ten sam punkt, a suma kątów wewnętrznych w trójkącie jest zawsze mniejsza od 180°. Geometria eliptyczna została odkryta później w XIX wieku przez niemieckiego matematyka Bernharda Riemanna. Nie ma w niej prostych równoległych, a suma kątów wewnętrznych jest większa od 180°. Szczególnym jej przypadkiem jest geometria powierzchni kuli, rozwijana na potrzeby żeglarzy i astronomów już w starożytności. Riemann uogólnił też wszystkie trzy rodzaje geometrii (eliptyczną, hiperboliczną i euklidesową) w jedną przestrzeń Riemanna i zdefiniował rozmaitość topologiczną, która uogólniła pojęcia krzywej i powierzchni.
Także w XIX wieku William Rowan Hamilton wprowadził algebrę nieprzemienną, w tym uogólnienie liczb zespolonych – kwaterniony.
Oprócz otwarcia nowych dziedzin rozwoju matematyki, istniejące gałęzie uzyskały mocniejsze podstawy logiczne, szczególnie rachunek różniczkowy, dzięki Cauchy’emu i Weierstrassowi.
Brytyjski matematyk George Boole stworzył nowy rodzaj algebry, zwany algebrą Boole’a. System ten zunifikował rachunek zdań oraz algebrę zbiorów. Dziś jest podstawą pracy komputerów.
Po raz pierwszy matematyka poznała granice własnych możliwości. Norweg Niels Henrik Abel, i Francuz Évariste Galois, udowodnili, że nie ma ogólnej metody algebraicznej rozwiązywania równań stopnia większego niż 4. Pozwoliło to przy okazji innym dziewiętnastowiecznym matematykom udowodnić, że linijka i cyrkiel nie są wystarczające do przeprowadzenia dokładnego:
- podziału kąta na trzy równe części (trysekcja kąta),
- konstrukcji boku sześcianu o dwa razy większej objętości (podwojenie sześcianu)
- konstrukcji kwadratu o powierzchni takiej, jak dane koło (kwadratura koła)

W ten sposób rozstrzygnięto trzy największe matematyczne problemy starożytności.
Badania Abela i Galois pozwoliły na dalszy rozwój teorii grup i zbliżonych działów algebry abstrakcyjnej. W XX wieku fizycy i chemicy uznali teorię grup za idealną metodę badania symetrii.
W 1874 roku Georg Cantor (1845–1919) stworzył podstawy teorii mnogości, która stała się wspólnym językiem różnych gałęzi matematyki.
W XIX wieku powstały także pierwsze towarzystwa matematyczne London Mathematical Society w 1865, Société Mathématique de France w 1872, Edinburgh Mathematical Society w 1883, Circolo Mathematico di Palermo w 1884, i Amerykańskie Towarzystwo Matematyczne w 1888.
Przed XX wiekiem na całym świecie w tym samym czasie żyło tylko kilku kreatywnych matematyków. Trudno było się utrzymać z tej profesji, więc matematycy albo byli bogaci z urodzenia, jak Napier, albo wspomagani przez bogatych patronów, jak Gauss. Kilku udawało się nędznie wyżyć, nauczając na uniwersytecie (np. Fourier). Niels Henrik Abel, po utracie stanowiska zmarł w biedzie z niedożywienia i gruźlicy w wieku 26 lat.

## XX wiek

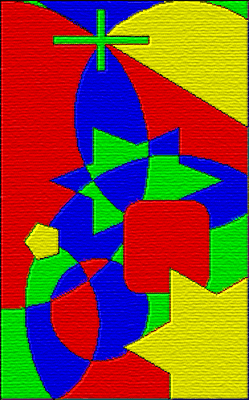
Mapa ilustrująca zagadnienie czterech barw

W 1900 David Hilbert zaprezentował listę 23 nierozwiązanych problemów matematyki na Międzynarodowym Kongresie Matematyków. Problemy te, z wielu odległych dziedzin, nadały kierunek większości działów dwudziestowiecznej matematyki. Dziś dziesięć z nich zostało rozwiązanych, siedem rozwiązanych częściowo, dwa są ciągle otwarte. Pozostałe cztery były sformułowane zbyt ogólnie, aby jednoznacznie ocenić, czy są rozwiązane.
Początkowo teoria mnogości Cantora nie była dostatecznie ściśle sformalizowana. Bertrand Russell (1872–1970) odkrył jednak, że zbyt szerokie ich rozumienie prowadzi do wewnętrznej sprzeczności w podstawach matematyki (antynomia Russella). Po okresie kryzysu w matematyce powstały ścisłe aksjomatyczne definicje teorii mnogości, nieprowadzące już do sprzeczności.
W drugim dziesięcioleciu XX wieku Srinivasa Aiyangar Ramanujan (1887–1920) stworzył ponad 3000 twierdzeń, dotyczących takich dziedzin, jak właściwości liczb wysoce złożonych (highly composite numbers),  czy funkcja theta Ramanujana. Dokonał także przełomów i odkryć w dziedzinie funkcji gamma, form modularnych, zbieżności szeregów, szeregów hipergeometrycznych i teorii liczb pierwszych.
W 1931 Kurt Gödel opublikował dwa swoje twierdzenia o niezupełności, które pokazały granice logiki matematycznej. Zakończyły one marzenie Davida Hilberta o kompletnym i spójnym systemie matematycznym. Okazało się, że jeśli taki system obejmuje arytmetykę i ma skończoną liczbę aksjomatów, to zawsze da się w nim pokazać twierdzenie prawdziwe, które nie daje się wyprowadzić z tych aksjomatów.
W 1964 Paul Cohen dzięki nowatorskiej metodzie forsingu udowodnił niezależność hipotezy continuum od standardowych aksjomatów teorii mnogości.
Wolfgang Haken i Kenneth Appel wykorzystali komputer do udowodnienia twierdzenia o czterech barwach w 1976. Andrew Wiles, przepracowawszy samotnie wiele lat w swoim gabinecie, udowodnił wielkie twierdzenie Fermata w 1995. Współpraca matematyków osiągnęła skalę niespotykaną wcześniej. Klasyfikacja skończonych grup prostych (zwana też twierdzeniem olbrzymim, ang. enormous theorem) zajmuje dziesięć tysięcy stron rozrzuconych po 500 artykułach w różnych pismach naukowych, głównie z lat 1955–1983, autorstwa ponad 100 osób.
Nowe gałęzie matematyki, między innymi logika matematyczna, topologia, teoria złożoności i teoria gier, poszerzyły zakres pytań, na które można znaleźć odpowiedź metodami matematycznymi.
Grupa francuskich matematyków próbowała zebrać całość matematyki w spójny ścisły system, publikując pod pseudonimem Nicolas Bourbaki. Ich praca miała, obok niewątpliwych walorów naukowych, także kontrowersyjny wpływ na nauczanie matematyki.
W XX wieku odkryto także obiekty zwane fraktalami, które wykazują własność samopodobieństwa: cały fraktal jest często podobny do swojej części. Okazało się, że geometria fraktalna pozwala często lepiej opisać złożoność kształtów spotykanych w przyrodzie, takich jak skały, czy rośliny, od geometrii klasycznej. Fraktale pozwalają tworzyć realistyczne krajobrazy, które można z dowolną dokładnością powiększać.
XX wiek to także początki Medalu Fieldsa, innych nagród i stowarzyszeń jak Polskie Towarzystwo Matematyczne.

## XXI wiek
Jednym z ważniejszych wydarzeń w matematyce w XXI wieku było rozwiązanie trzeciego z problemów milenijnych – potwierdzenie hipotezy Poincarégo. Dokonał tego w roku 2003 Grigorij Perelman.
W trzecim tysiącleciu zaczęto też przyznawać Nagrodę Abela, która przez swoje podobieństwo do Nagrody Nobla stała się bardziej prestiżowa od najzacniejszego wcześniej Medalu Fieldsa.